# هاري باترسون
هاري باترسون (بالإنجليزية: Jack Higgins)‏ (و. 1929  م) هو روائي، وكاتب، وكاتب سيناريو بريطاني، ولد في نيوكاسل أبون تاين.

## التعليم
تعلم في كلية لندن للاقتصاد.

## وصلات خارجية
- هاري باترسون على موقع IMDb (الإنجليزية)
- هاري باترسون على موقع ألو سيني (الفرنسية)
- هاري باترسون على موقع ميوزك برينز (الإنجليزية)
- هاري باترسون على موقع أول موفي (الإنجليزية)
- هاري باترسون على موقع قاعدة بيانات الفيلم (الإنجليزية)
- هاري باترسون على موقع كينوبويسك (الروسية)